# آرام مایلیان
آرام مایلیان (ارمنی: Արամ Մայիլյան؛ زادهٔ ۶ فوریهٔ ۱۹۵۴) یک  سیاستمدار اهل ارمنستان است که از تاریخ ۱۹۹۰ تا تاریخ ۱۹۹۵ سمت نمایندگی دوره اول شورای عالی جمهوری ارمنستان را برعهده داشت.

## زندگی‌نامه
در 	۶ فوریهٔ ۱۹۵۴ در ارمنستان به دنیا آمد . 